# Banda Machos
Banda Machos est un groupe mexicain de technobanda, originaire de Villa Corona, dans l'État de Jalisco. 

## Histoire
Banda Machos est, comme la Banda El Recodo, entre autres groupes, responsable de la promotion d'un style de banda plus dansant en le combinant avec la cumbia, créant ce que l'on appelle la cumbia banda, qui est essentiellement un cumbión (cumbia en double rythme) fusionné avec les sons d'une banda traditionnelle sinaloenne. Ils popularisentt également au Mexique le style et le mouvement appelé technobanda ou quebradita créé par des groupes tels que Vaqueros Musical, Banda Toro, Mi Banda El Mexicano, Banda R-15 et Banda Móvil en utilisant des instruments électroniques, en remplaçant le tuba par une basse électrique, les cors par des claviers et les timbales et tambora par des tambours hybrides composés d'une boite à rythmes Roland et de toms et timbales à l'avant avec un accordage très serré au lieu des instruments conventionnels utilisés par les groupes. 

## Impact sur la société
L'un des morceaux les plus connus du groupe est La culebra, une reprise de la chanson du compositeur cubain Obdulio Morales, popularisée par Benny Moré. Ce morceau, publié sur l'album Casimira sorti en 1992, est utilisé pour animer un meeting politique du candidat présidentiel mexicain du Parti révolutionnaire institutionnel, Luis Donaldo Colosio, à Lomas Taurinas, dans la ville frontalière de Tijuana, le 23 mars 1994. Le morceau est diffusé au moment même où le candidat est assassiné.
Le seul clip existant montre comment un inconnu pointe un pistolet sur la tête du candidat pendant que la musique joue et le tue d'une balle. Il est dit, que ce morceau est diffusé par les haut-parleurs comme un signal pour assassiner le candidat, car une partie des paroles de la chanson dit : « Ay, si me muerde los pies, Yo la quiero la acurruñar si me muerde los pies, yo la tengo que matar » (« Oh, si elle me mord les pieds, je veux l'enrouler, si elle me mord les pieds, il faut que je la tue »). Le couplet qui passait dans les haut-parleurs au moment de l'assassinat était « Huye (Fuis), José ! ».
Le dernier couplet est celui qui aurait été le signal de son assassinat. Pour le groupe, ce fait a une signification négative pendant un certain temps, car le morceau, l'un des plus populaires du groupe, cesse d'être jouée à la radio en raison d'une demande de respect du deuil de la famille du candidat. Par coïncidence, le groupe avait prévu un concert pour la clôture de la campagne du candidat assassiné. Autre fait curieux : un an après la tentative d'assassinat, la Banda Machos se produit à Lomas Taurinas et connait un succès total.

## Discographie
- 1990 : Serían las dos
- 1991 : Casimira
- 1992 : Sangre de indio
- 1993 : Los machos también lloran
- 1994 : Gracias Mujer
- 1995 : Mi Chica Ideal
- 1996 : Palabra de Machos
- 1997 : Historia sin fin...
- 1998 : Vivir sin ella
- 1999 : Rancheras de Oro
- 2000 : Mi guitarra y yo
- 2002 : Banda Machos
- 2004 : Pura Pasión 2004
- 2009 : Estás seleccionada